# Немоли
Нѐмоли (на италиански: Nemoli) е село и община в Южна Италия, провинция Потенца, регион Базиликата. Разположено е на 421 m надморска височина. Населението на общината е 1508 души (към 2012 г.).